# 阴道成形术
阴道成形术，或人造陰道，是指任何修复阴道结构缺陷、构造或者再造阴道的手术过程。当阴道成形术的目的是为了于人体内构造一个新的阴道时，它有时候也被叫做新阴道成形术（neovaginoplasty）。
有几种非再造的阴道成形术，例如阴道紧绷术，特别常见于有器质性障碍的女性（或者是她们的性伴侣）。这一般是因为她们肌肉收紧能力的丧失，例如生病时或者在阴道分娩之后。
构造一个新的阴道的手术方法有许多种。维基埃蒂操作是一种腹腔镜下的操作。它被证实可以在阴道不发育病人体内构造一个接近于正常的阴道。现时大多数构造新阴道的阴道成形术，都是在有性別確認手術需求的跨性別女性身上实施。对于跨性别女性而言，比较成熟的手术所使用的材料一般为乙状结肠或是来自變性前阴茎或阴囊的皮肤（在性别重置手术中一般被称为皮瓣），近年来也有使用腹膜为材料的阴道再造技术，但一般用于石女而非跨性别女性。此外也有人提出利用生物补片技术再造阴道，但并没有获得广泛应用。阴茎内翻术由拜波和格纳拉托在1960至1980年间发明，这项技术如今仍然广泛地用于跨性别女性的阴道再造中。 
从1990年代直到现在，构造新阴道的技术由托比·R·梅泽进一步发展，也就是同时使用阴茎和阴囊组织来构造阴道穹窿。这种新方法提供了更强的性感度、阴道的深度、以及通过保持一块几乎完整的肌肉假体而实现骨盆底部更坚固的效果。
梅泽用阴茎头上的蒂创造了一个神经上有感觉的阴蒂，并包括了与之相连的血管和神经。在梅泽操作的第二个步骤中，他用内翻Y整形缝合方法为这个阴蒂构造了大阴唇，而只留下中间部位的一个小缺口 。
阴道成形术这个术语也曾被用于缓解处女膜闭锁和修补已经破损的处女膜的手术。